# Anta Grande do Zambujeiro
Anta Grande do Zambujeiro, também designada Anta Grande do Zambujeiro de Valverde, é um monumento megalítico de tipo dolmen próximo de Valverde, Évora, Alentejo, Portugal, um dos maiores que existem na Península Ibérica.
Uma grande quantidade de achados arqueológicos encontrados durante as escavações encontram-se no Museu de Évora. A Anta Grande do Zambujeiro foi declarada Monumento Nacional em 1971 pelo decreto lei 516/71, de 22 de Novembro.

## Descrição
Foi construído entre 4.000 e 3.500 antes de Cristo. Consiste numa única câmara, utilizada durante o neolítico como um local de enterro e possíveis cultos religiosos. A câmara em forma poligonal é feita de sete enormes pedras de 8 metros de altura. Originalmente eram cobertas por uma pedra com 7 metros de largura. Um corredor com 12 metros de comprimento, 1,5 metros de largura e 2 de altura conduz até a câmara. A entrada estava assinalada por um enorme menir decorado, actualmente tombado.
Este monumento ilustra a capacidade técnica e a complexidade da organização social das populações neolíticas que o construíram.
Em 2019, o monumento megalítico encontra-se num estado bastante preocupante e em risco de colapso de toda a sua estrutura. As pedras verticais que compõem o monumento, sobretudo as do corredor, estão praticamente à vista quase até à base, o que faz com que esteja em situação progressivamente periclitante de colapso.

## Galeria de imagens

Anta Grande do Zambujeiro (Valverde) Évora, Alentejo, Portugal